# D・file -for tv programs-
『d・file -for tv programs-』（ディー・ファイル フォー・ティービー・プログラムス）は、2006年7月19日にリリースされた浅倉大介のミニアルバム。発売元はソニー・ミュージックダイレクト。

## 概要
for tv programsというタイトルの通り、テレビ朝日『サタデースクランブル』オープニングテーマ「pure segment」、テレビ東京『宮里藍のビッグゴルフ in USA』オープニングテーマ「primitive ark」ほか、テレビ番組向けに新規に書き下ろしたテーマ曲、BGMを収録。また、「primitive ark」「T-cup swinging」は、読売テレビ『情報ライブ ミヤネ屋』でジングルとして使用されていた。累計売上は0.2万枚を記録した。　

## 収録曲
1. primitive ark　
  - 作曲・編曲：浅倉大介
2. approach to memories
  - 作曲・編曲：浅倉大介
3. Lady Wild
  - 作曲・編曲：浅倉大介
4. honest place
  - 作曲・編曲：浅倉大介
5. for ovation
  - 作曲・編曲：浅倉大介
6. T-cup swinging
  - 作曲・編曲：浅倉大介
7. pure segment
  - 作曲・編曲：浅倉大介

## 参加ミュージシャン・スタッフ
- Track Maked & Mixed by 浅倉大介
- Mastered by 前田康二（Bernie Grundman Mastering）
- Produced by 内藤光広（Sony Music Artists）
- Directed by 安部裕子（Sony Music Artists）、井上哲生（Sony Music Entertainment）